# Brassiodendron
Brassiodendron é um género botânico pertencente à família Lauraceae.